# Louis Scrosoppi
Louis Scrosoppi (Udine, 4 août 1804 - Udine, 3 avril 1884) est un oratorien italien, fondateur des sœurs de la Providence de saint Gaétan de Thiene. Il est fêté le 3 avril.

## Biographie
Luigi Scrosoppi est né à Udine le 4 août 1804. Son père Domenico est orfèvre, sa mère Antonia est issue d'une famille aisée. Le foyer est très chrétien et très pieux, l'éducation religieuse y tient une grande place, d'ailleurs, les deux frères de Louis deviendront prêtres comme lui.
Dans les années 1814-1816, la région du Frioul connaît de grands désordres climatiques, fragilisant une population pauvre qui avait subi disettes et épidémies. De nombreux orphelins sont ainsi laissés à l'abandon après la mort de toute leur famille. Le petit Louis, voyant la misère des gens qui l'entourent décide de consacrer toute sa vie à ces pauvres.
À l'âge de 12 ans il entre au petit séminaire et en 1827 il reçoit lui aussi l'ordination sacerdotale.
Il collabore à l'œuvre entreprise par son frère Charles, qui vient en aide aux orphelines abandonnées, s'adonnant aux tâches les plus humbles, quêtant dans la rue pour l'éducation des petites filles qu'ils ont rassemblées. Il consacre tous ses biens à son œuvre, ralliant aussi d'autres prêtres et des professeurs, afin d'éduquer ces enfants pour qu'ils aient une vie digne de ce nom.
C'est ainsi que naît la congrégation des Sœurs de la Providence, le 1er février 1837, placée sous la protection de saint Gaétan de Thiene, misant sur la tendre providence qui n'abandonne jamais ceux qui se confient en elle.
Tenté par la pauvreté et la fraternité universelle de saint François d'Assise, il suit pourtant les pas de Philippe Néri et en 1846 devient Oratorien.
Louis Scrosoppi consacre toute sa vie à son œuvre formant les jeunes maîtresses, fondant de nombreuses maisons, étant le guide spirituel de tous et de toutes dans la plus grande humilité et l'anonymat le plus total.
Atteint d'une grave maladie de peau, il meurt le 3 avril 1884, ses dernières paroles sont Charité, charité !, il est enterré dans le cimetière d'Udine où il est aussitôt prié et vénéré comme un saint.

## Fondation et œuvres
Non content d'avoir fondé la congrégation des Sœurs de la Providence, Louis participe à toutes les autres œuvres du diocèse, s'occupe des séminaristes pauvres, et crée un institut de sourds-muets.
Quant aux Sœurs de la Providence, elles œuvrent encore aujourd'hui dans diverses parties du monde : au Brésil, en Uruguay, en Afrique, en Inde, en Bolivie, en Roumanie, en Birmanie et bien sûr en Italie.

## Miracle
En 1995, Peter Chungu Shitima, âgé de 24 ans, était étudiant auprès de la communauté des Pères Oratoriens d'Oudtshoorn en Afrique du Sud, en vue de son ordination sacerdotale. Il tomba gravement malade, atteint du SIDA, et très vite se retrouva en phase terminale. On le renvoya donc dans sa famille, afin qu'il puisse y mourir auprès des siens. Il déclarait alors :
«  Lorsque les médecins me mirent au courant de ma réelle situation, je fus pris de découragement, mais je me résignai à la volonté de Dieu et demandai l’aide pour accepter ma fin, désormais proche. »
Il pria alors longuement Luigi Scrosoppi, en compagnie de sa famille, des prêtres qui l'accompagnaient, et des enfants d'Oudtshoorn, et peu de temps après, il reprit des forces et fut guéri.
Sa totale guérison fut constatée par l'équipe médicale qui l'avait pris en charge. Le docteur Pete du Toit expliqua :
«Nous étions certains qu’il allait mourir, ses conditions étaient celles d’un malade terminal et nous l’avons renvoyé sans remèdes, convaincus qu’ils ne serviraient plus à rien. Puis il se produisit quelque chose que nous, médecins, nous ne pouvons expliquer. Aujourd’hui, Peter jouit d’une excellente santé. »
Constatée scientifiquement par la commission médicale internationale, la guérison de Peter Chungu Shitima fut reconnue miraculeuse par la commission théologique de la Congrégation pour la cause des saints. Ce qui entraîna la canonisation de Luigi Scrosoppi, à laquelle Peter Chungu Shitima assista.
Luigi Scrosoppi a été déclaré protecteur des malades atteints du SIDA.

## Béatification, canonisation
- Déclaré vénérable le 12 juin 1978, par le pape Paul VI,
- Louis Scrosoppi est béatifié le 4 octobre 1981 par le pape Jean-Paul II,
- et canonisé le dimanche 10 juin 2001 par le pape Jean-Paul II en même temps que :
  - Rafqa Pietra Choboq Ar-Rayès, première sainte du Liban
  - Bernard de Corleone, (1605-1667), capucin
  - Augustin Roscelli, (1818-1902), fondateur des sœurs de l'Immaculée Conception de Gênes.
  - Thérèse Verzeri (1801-1852), fondatrice des filles du Sacré-Cœur de Jésus.
- Il est fêté le 3 avril selon le Martyrologe romain[2].

## Citation
Du pape Jean-Paul II lors de l'homélie de canonisation :
« La charité fut le secret de son apostolat long et inlassable, nourri d'un contact permanent avec le Christ. C'est pourquoi l'Église le présente aux prêtres et aux fidèles comme modèle d'une synthèse profonde et efficace entre la communion avec Dieu et le service des frères ».

## Saint patron des footballeurs
Le 22 août 2010, saint Louis Scrosoppi a été élu patron des footballeurs par l'évêque Alois Schwarz lors d'un service religieux en Autriche, avec les autorités du Vatican représentées par Andrea Bruno Mazzocato (it), archevêque d'Udine. Comme il n'existait pas encore de saint patron pour les footballeurs, l'idée de baptiser Louis Scrosoppi a été lancée par Manfred Pesek, fan de football, dans le cadre de l'initiative carinthienne (de Carinthie) appelée en allemand Wörthersee Zukunftsinitiative (« initiative pour le futur du lac Wörthersee »).
Alois Schwarz, alors évêque de Gurk, a soutenu la proposition dans le cadre du programme « Église et sport » du Vatican, notamment parce que le football revêt une grande importance et une grande signification pour les jeunes. Louis Scrosoppi, en effet, était lui aussi très intéressé par les jeunes. Cette initiative vise précisément à susciter chez ces derniers un regain d'intérêt pour la figure du saint. En effet, par son travail, il représente les valeurs qui se développent précisément à travers le sport : équité, persévérance, engagement et détermination.

## Sources
- Osservatore Romano : 1981 n.37 - n.41 - n.42 p.3   -   2001 n.24 p.1.4  -  n.25 p.4
- Documentation Catholique : 1981 p.951
- Texte de Renzo Allegri.